# Whenever (canção de Black Eyed Peas)
"Whenever" é uma canção do grupo americano Black Eyed Peas, presente no sexto álbum de estúdio The Beginning. A canção foi lançada na França como single promocional no dia 26 de setembro de 2011 e entrou nas paradas de sucesso da França, onde conseguiu a posição de número quinze. A canção é uma balada dance-pop cantada e escrita por Will.i.am e Fergie.

## Lançamento
A canção foi lançada apenas como um single promocional do álbum na França, assim como aconteceu com a canção Missing You do álbum The E.N.D. que foi lançada no dia 07 de junho de 2010. A notícia foi anunciada através do Twitter da gravadora Polydor da França, onde também foi anunciado que a canção seria lançada nas rádios. O single promocional foi lançado no dia 26 de novembro de 2011 e em sua capa conta com os integrantes da banda em um estúdio colorido. Fergie está sentada em um pequeno sofá branco, segurando um pequeno cubo. apl.de.ap também está sentando. Taboo está em pé, segurando outro cubo. Enquanto will.i.am está em pé.

## Composição
Escrita por will.i.am e Fergie e produzida por will.i.am, Whenever é uma canção com letras românticas, mas que tem estilo dance-pop.

## Recepção
Luke Winkie escreveu para o Music OMH que no álbum The Beginning, a banda só pensa em festa. Winkie afirmou que em "Whenever", Fergie começa a cantar suavemente, acompanhada de uma guitarra acústica, mas só leva apenas 30 segundos para começar uma batida dance, um minuto para will.i.am aparecer carregado de auto-tune e meros 28 segundos para ele rimar céus, luzes, alegria e, finalmente, os olhos." Greg Kot do Chicago Tribune escreveu uma extensa análise da canção. Ele começou dizendo que "Em Whenever, Fergie recebe um espaço para cantar, mas que é interrompido por um rap estúpido de will.i.am." Kot também disse que "Ela é a mais versátil do grupo, capaz de reproduzir sons sensíveis ou sexy com a postura camaleônica de uma atriz de Hollywood. Em um álbum no qual os refrões não se sustentam até o seu fim, ela deveria ter tido um papel maior." Kevin Barber do "Consequence of Sound" disse que "Fergie brilha em algumas canções do álbum (incluindo Whenever), com seus grandes vocais. Chad Grischow do IGN disse que é o excessivo uso do auto-tune de will.i.am na faixa, prejudica os vocais da Fergie, destruindo o que seria uma das melhores performances vocais dela."

## Lista de faixas
Digital download
1. "Whenever" - 3:15

## Paradas musicais
| Paradas (2011)                             | Melhor posição |
| ------------------------------------------ | -------------- |
| Bélgica - (Bélgica - Ultratop 40 Wallonia) | 26             |
| França - (França - SNEP)                   | 14             |